# 洛克人7 宿命的對決！
《洛克人7 宿命的對決！》是遊戲開發商卡普空於1995年3月24日在日本發售的超級任天堂專用動作遊戲，洛克人元祖系列的第七作。

## 概要
洛克人的對手佛魯迪在本作初次登場。
本作的平台從FC遊戲機轉變為超級任天堂，音樂及畫質表現變得更加鮮明。關卡由開頭、前四大關卡、中盤關卡、後四大關卡和威利城四關卡共14關組成。
開頭續盤動畫的BGM為「6代」的片尾音樂重新編曲。
中盤關卡的BGM則由「1代」的氣力人關卡、「2代」的熱源人關卡以及「3代」的蛇人關卡等三個關卡的BGM混音而成。

## 系統變更
- 特殊武器能量的最大消耗改成3。但與「5代」及「6代」不同，轉換武器中受到攻擊時會停止轉換動作。
- 引進「洛克人世界4」及「洛克人世界5」登場的P晶片－「螺絲（Bolt）」，可以用來購買道具。
- E罐的最大持有數減少為4個。此外引進洛克人世界4代及5代登場的「W罐」與「S罐」。與洛克人世界的最大持有數相同， E罐及W罐為4個，S罐為一個。
- 與「洛克人X」相同，使用L・R兩鍵可快速轉換拉休以外的特殊武器，而同時一起按下則可回復一般狀態。
- 密碼輸入與「X2」、「X3」同樣為4x4的格數。

## 故事及人物
因為洛克人的活躍之下，威利博士被逮捕入獄。但過了幾個月後，威利博士遺置在外的一間秘密研究所卻開始自動運作，四台戰鬥型機器人就此醒了過來（此為威利怕自己遭遇不測時所作的保險措施），這些機器人分別為「結冰人」、「廢鐵人」、「爆裂人」及「雲人」（遊戲後半段又追加四台機器人，分別為「彈簧人」、「削切人」、「蝙蝠人」及「渦輪人」）。四台機器人襲擊了監獄導致威利逃獄成功；為了對抗重出江湖的威利，洛克人又再次與愛犬拉休出動，誓要阻止威利征服世界的野心。

## 外部連結
- ロックマンシリーズ公式ポータルサイト （页面存档备份，存于）